# Sansevieria grandicuspis
Dracaena grandicuspis (Sansevieria grandicuspis) es una especie de Dracaena (Sansevieria)  perteneciente a la familia de las asparagáceas, originaria de  África oriental en Tanzania.
Ahora se la ha incluido en el gen de Dracaena debido a los estudios moleculares de su filogenia.

## Descripción
Es una planta herbácea con rizoma subterráneo de color marrón grisáceo, de 0.5-1 cm de espesor, tallo de 31 mm de largo, 0,8 cm de diámetro, probablemente no siempre por encima del suelo. Las hojas erectas a suberectos, ascendentes  linear-lanceoladas, de 17.5 a 50 (-55) ≈ 1.3-2.5 cm, con 0.3-0.4 cm de espesor, de color verde, con ligeras bandas en ambas superficies, pero que desaparecen en la madurez, los márgenes verde blanquecinos; pecíolo 5-15 cm de largo. La inflorescencia una espiga como racimo de ± 38 cm de largo, de color amarillo verdoso. El fruto es una baya globosa.

## Taxonomía
Sansevieria grandicuspis fue descrita por Adrian Hardy Haworth y publicado en Synopsis plantarum succulentarum ... 67, en el año 1812.
Etimología
Sansevieria nombre genérico que debería ser "Sanseverinia" puesto que su descubridor, Vincenzo Petanga, de Nápoles, pretendía dárselo en conmemoración a Pietro Antonio Sanseverino, duque de Chiaromonte y fundador de un jardín de plantas exóticas en el sur de Italia. Sin embargo, el botánico sueco Thunberg que fue quien lo describió, lo denominó Sansevieria, en honor del militar, inventor y erudito napolitano Raimondo di Sangro (1710-1771), séptimo príncipe de Sansevero.
grandicuspis: epíteto latino 
Sinonimia
- Sansevieria ensifolia Haw.
- Sansevieria pumila Haw.[9]